# Riblja čorba
Riblja Čorba (in serbo Рибља чорба; Pronuncia: "Ribglia Ciorba"; Traduzione letterale del nome: "Minestrone di pesce") è una rock band serba. La loro presenza sulla scena musicale dura dal 1978 ad oggi. Hanno raggiunto il loro picco di popolarità nei primi anni ottanta, ma il loro successo è andato scemando da allora, in parte a causa dell'attitudine politica del frontman Bora Đorđević.
Gli altri componenti del gruppo sono Miša Aleksić, Miroslav Milatović, Vidoja Božinović, Nikola Zorić.

## Discografia

### Album registrati in studio
1. Kost u grlu (PGP RTB, 1979)
2. Pokvarena mašta i prljave strasti (PGP RTB, 1981)
3. Mrtva priroda (PGP RTB, 1981.)
4. Buvlja pijaca (PGP RTB, 1982.)
5. Večeras vas zabavljaju muzičari koji piju (Jugoton, 1984.)
6. Istina (PGP RTB, 1985.)
7. Osmi nervni slom (PGP RTB, 1986.)
8. Ujed za dušu (PGP RTB, 1987.)
9. Priča o ljubavi obično ugnjavi (PGP RTB, 1988.)
10. Koza nostra (PGP RTB, 1990.)
11. Labudova pesma (Samy, 1992.)
12. Zbogom Srbijo (WIT, 1993.)
13. Ostalo je ćutanje (WIT, 1996.)
14. Nojeva barka (Hi-Fi Centar 1999.)
15. Pišanje uz vetar (Hi-Fi Centar 2001.)
16. Ovde (Hi-Fi Centar 2003.)
17. Trilogija 1: Nevinost bez zaštite (M-Factory 2005.)
18. Trilogija 2: Devičanska ostrva (M-Factory 2006.)
19. Trilogija 3: Ambasadori loše volje (M-Factory 2006.)

### Album dal vivo
1. U ime naroda (1982, PGP RTB)
2. Nema laži, nema prevare, uživo Zagreb (1985, PGP RTB)
3. Od Vardara pa do Triglava (1988)
4. Beograd, uživo (1997, Hi-Fi Centar)

### Singoli
1. Lutka sa naslovne strane / On i njegov BMW (1978, PGP RTB)
2. Rokenrol za kućni savet / Valentino iz restorana (1979, PGP RTB)
3. Nazad u veliki prljavi grad / Mirno spavaj (1980, PGP RTB)
4. Nesrećnice, nije te sramota / Zašto kuče arlauče (1987, PGP RTB)

### Raccolte
1. Riblja Čorba 10 (PGP RTB, 1988.)
2. Treći srpski ustanak (Corba Records, 1997.)